# Fuck tha Police
Fuck tha Police je protest song gangsta rapové skupiny N.W.A, který vyšel na albu Straight Outta Compton. Ačkoli nebyl vydán jako singl, umístil se podle hodnocení Rolling Stone na 417. místě v žebříčku The 500 Greatest Songs of All Time.
Z názvu písně „Fuck tha Police“ se stal slogan vlivný v populární kultuře, píseň také poté nahráli Rage Against the Machine, Bone Thugs-n-Harmony, Soulfly a Dope. Píseň upozorňuje na pnutí mezi černošskou městskou mládeží a policií Los Angeles Police Department (široce rozšířený odpor vůči LAPD vyvrcholil o 4 roky později během nepokojů v Los Angeles, které následovaly po incidentu policie s Rodney Kingem). Píseň vyjadřuje odpor vůči policejní brutalitě a rasismu.